# Riviera albanesa

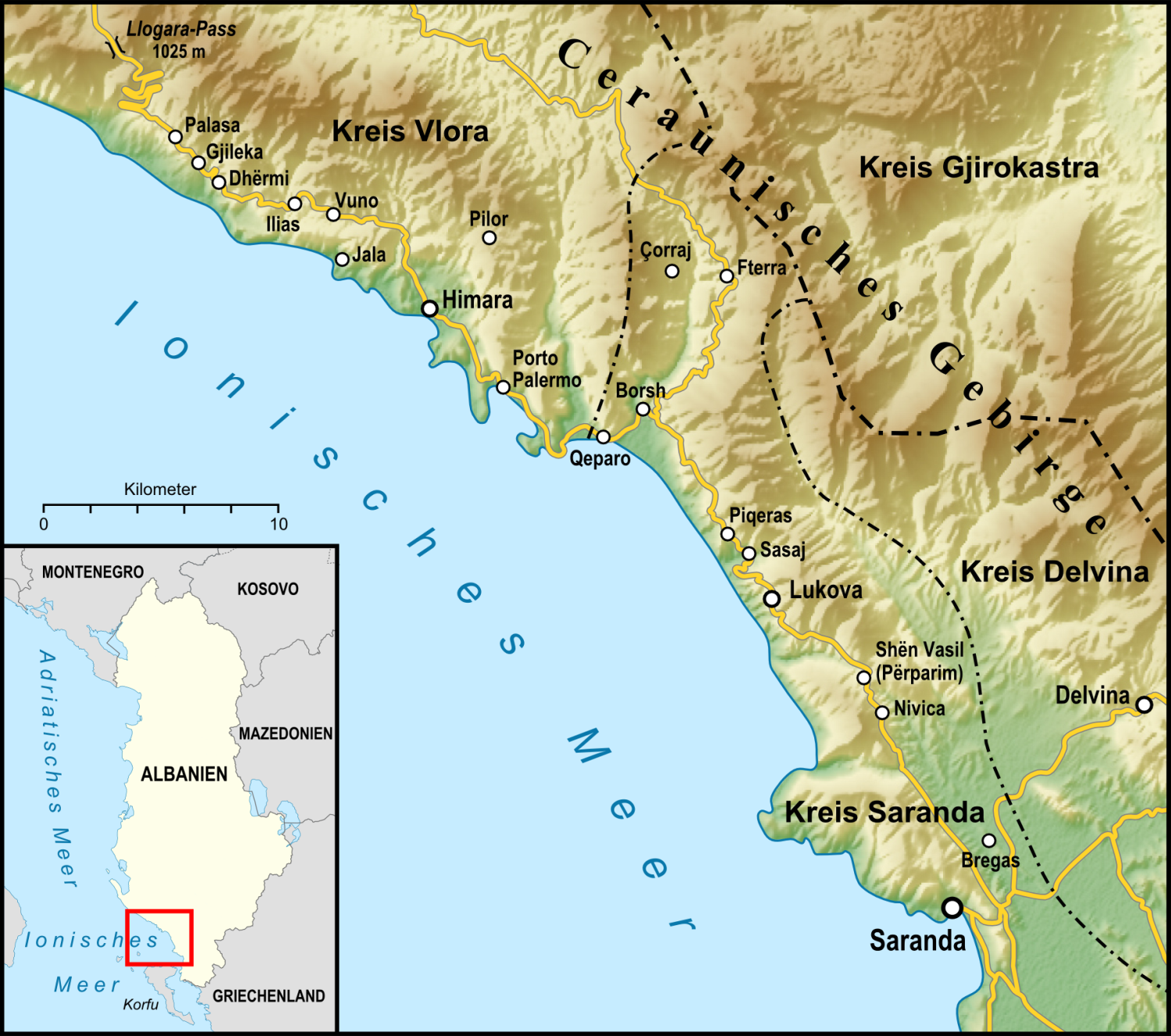
Localización de la Riviera albanesa

La Riviera albanesa (en albanés: Riviera shqiptare/Bregu) es una zona costera del mar Jónico del sur de Albania, localizada en el condado de Vlorë bajo las montañas Ceraunian. No se debe confundir con la costa de Albania en su conjunto, que incluye tanto la Riviera como la costa plana del centro y norte de Albania, y que tiene más de 320 km de longitud y es administrada por la Agencia Nacional de la Costa.
Tradicionalmente, la región de la Riviera comienza al sur del parque nacional de Llogara, continúa a lo largo de la costa por los pueblos de Borsh, Himara, Qeparo, Piqeras y termina en Lukovë. La Riviera albanesa fue proclamada como el Mejor destino de calidad de 2012 (2012 Top Value Destination) por Frommer.
La región atrajo la atención internacional después de la reconstrucción de 2009 de la carretera de la costa SH8, la parada en la gira de 2010 de DJ Tiësto en Dhermi, y el rodaje de un episodio de la serie de televisión Top Gear con una persecución de coches impresionante a lo largo de la aérea carretera costera.
La zona es un destino de vida nocturna, ecoturismo y de retiro de elite importante en Albania. Cuenta con pueblos tradicionales mediterráneos, antiguos castillos, iglesias ortodoxas, playas solitarias de color turquesa, puertos de montaña, cañones costeros, caletas, ríos de caudal libre, fauna submarina, cuevas y naranjos, limoneros y olivares.
Como parte del plan maestro regional, el Banco Mundial y otras instituciones están financiando proyectos de infraestructura local, que incluyen la renovación de las cubiertas y fachadas de las casas tradicionales con vistas a la Riviera y la construcción de plantas de abastecimiento y tratamiento de agua.
En el 48 a. C., durante su búsqueda de Pompeyo, Julio César puso pie y esperó su legión en Palase. Continuó luego por el paso de Llogara en un lugar llamado más tarde paso de César.

## Playas

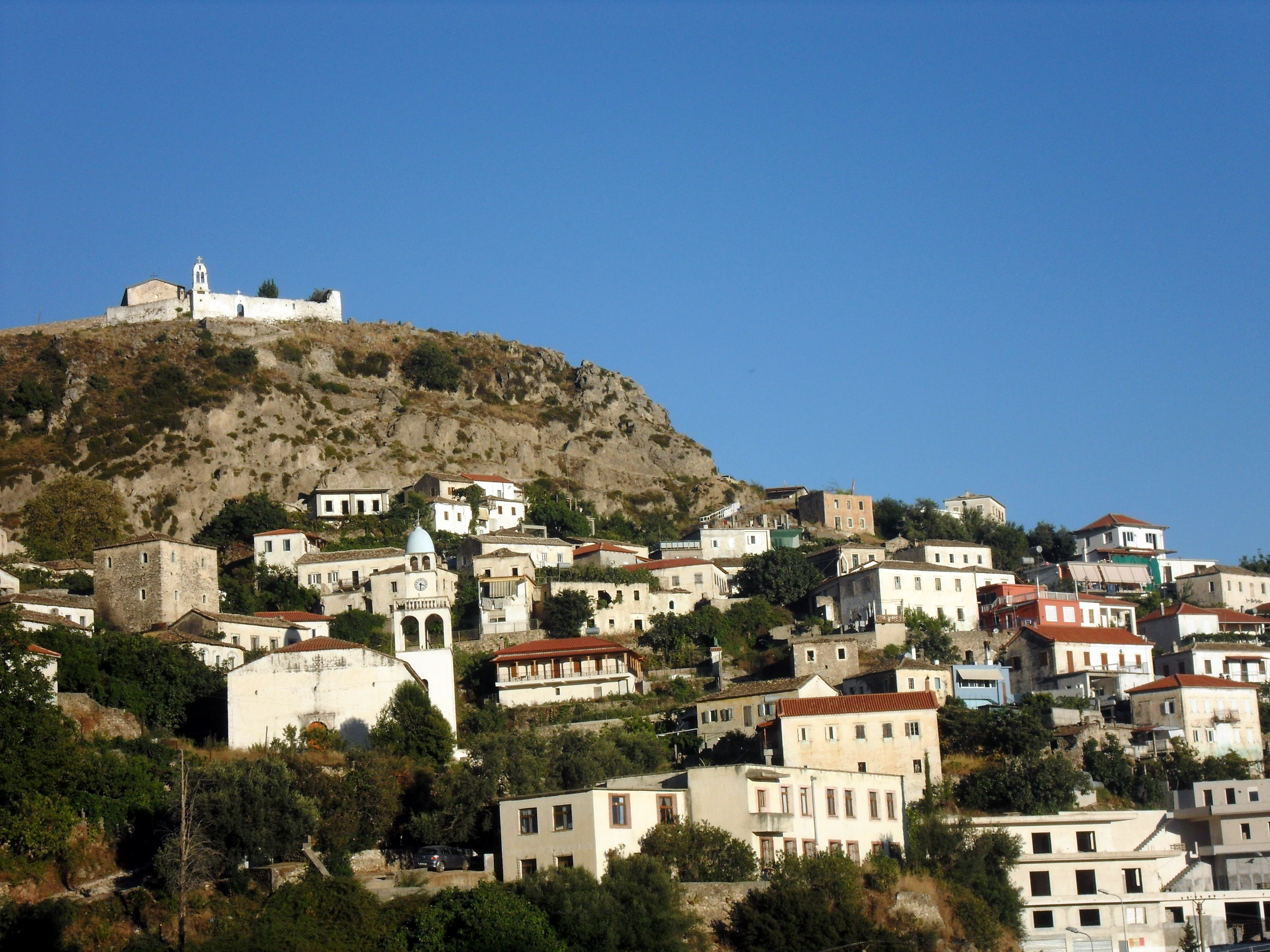
Localidad tradicional de Dhermi en la Riviera albanesa

La Riviera albanesa tiene numerosas playas, como en los siguientes asentamientos:
- Llovizë
- Gramë
- Dhërmi - villa resort de playa
- Spile
- Karkaniq
- Himara
- Jaliskar
- Primos
- Palasë
- Potam
- Dhrale
- Filikur
- Jalë - destino emergente de vida nocturna
- Llaman
- Fushë
- Qeparo
- Borsh
- Piqeras
- Lapardha
- Lukovë
- Zis
- Livadh
- Gjipë
- Krorëzë
- Ksamil

## Hitos geográficos

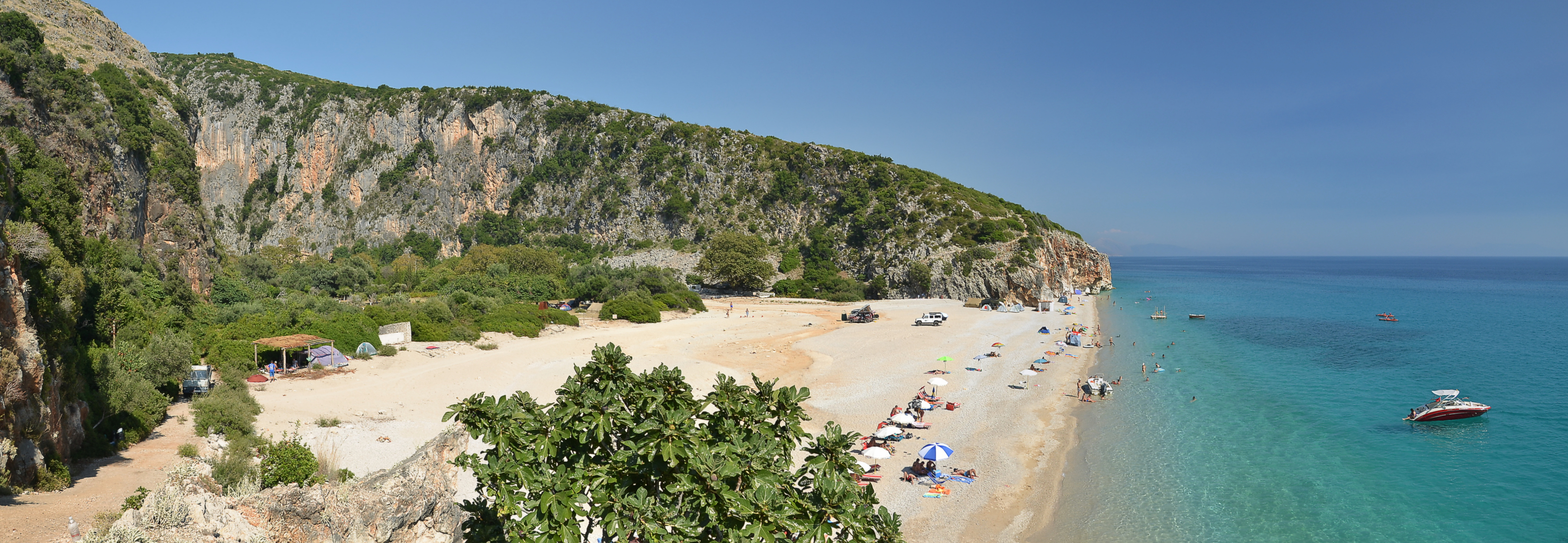
El cañón de Gjipe termina en el mar

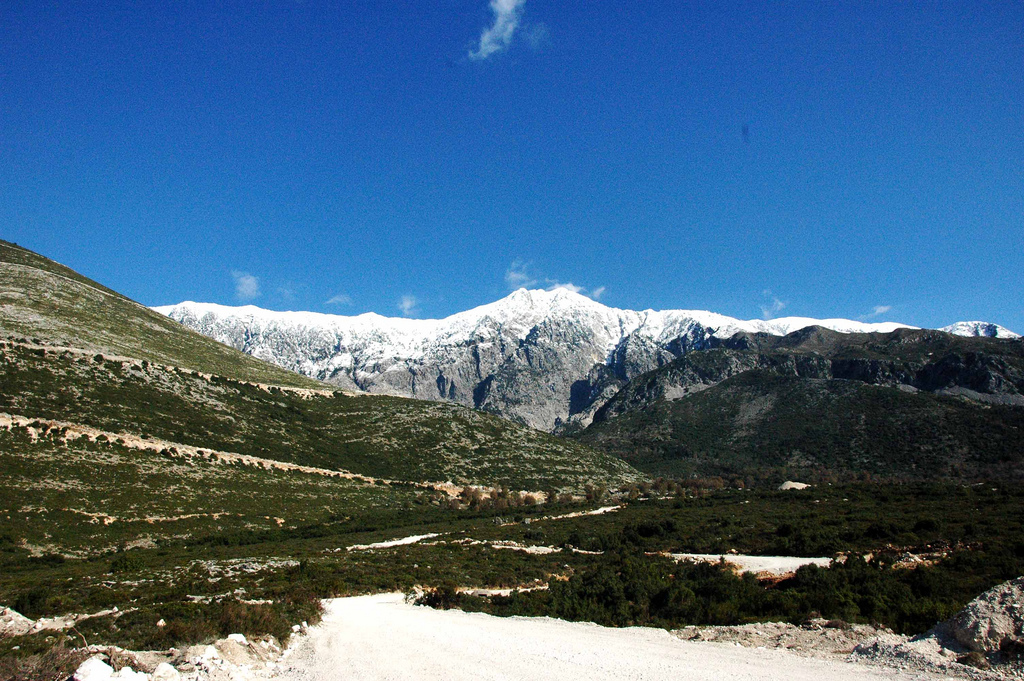
El pico Çika visto desde la costa

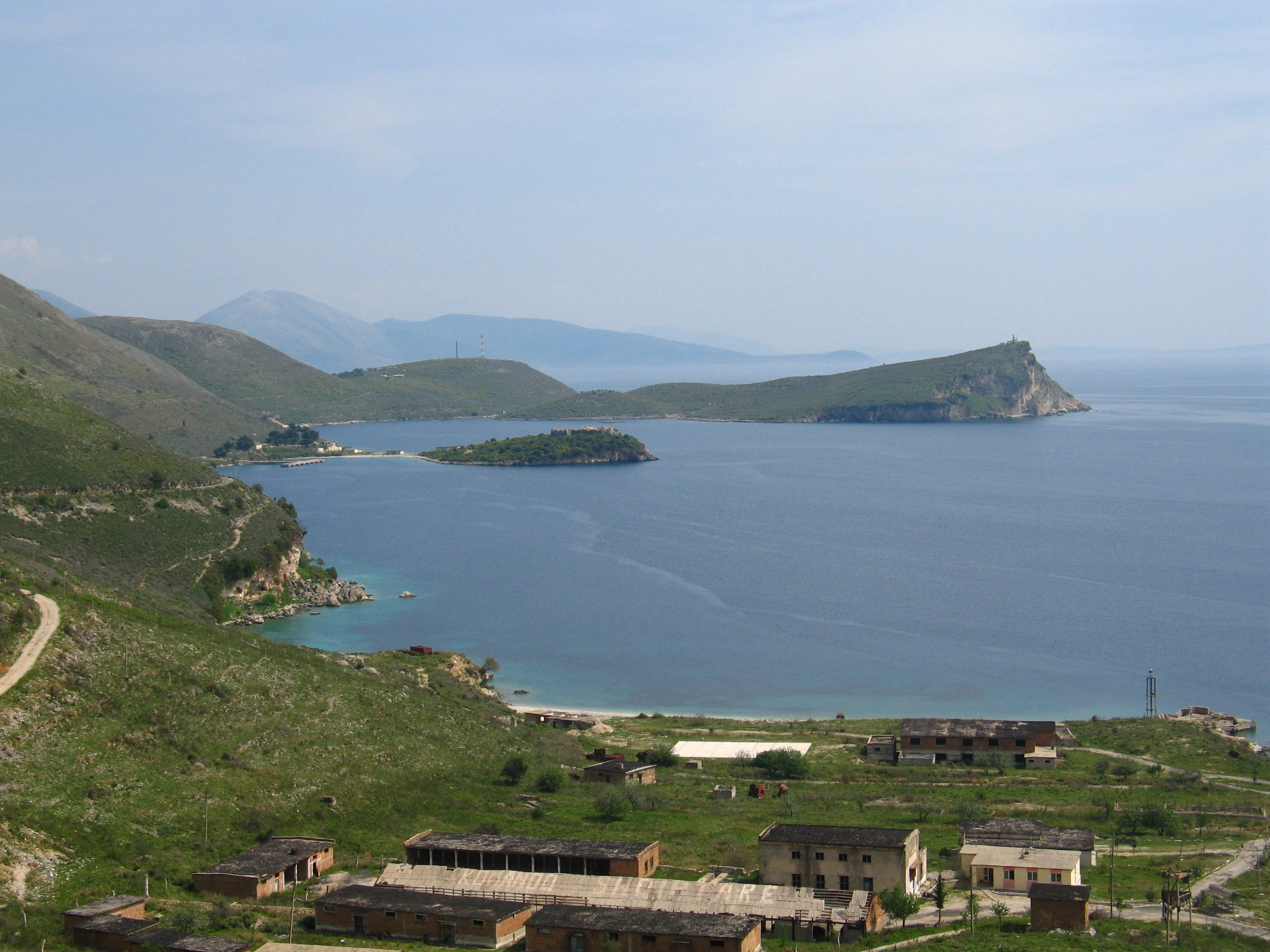
Bahía de Porto Palermo

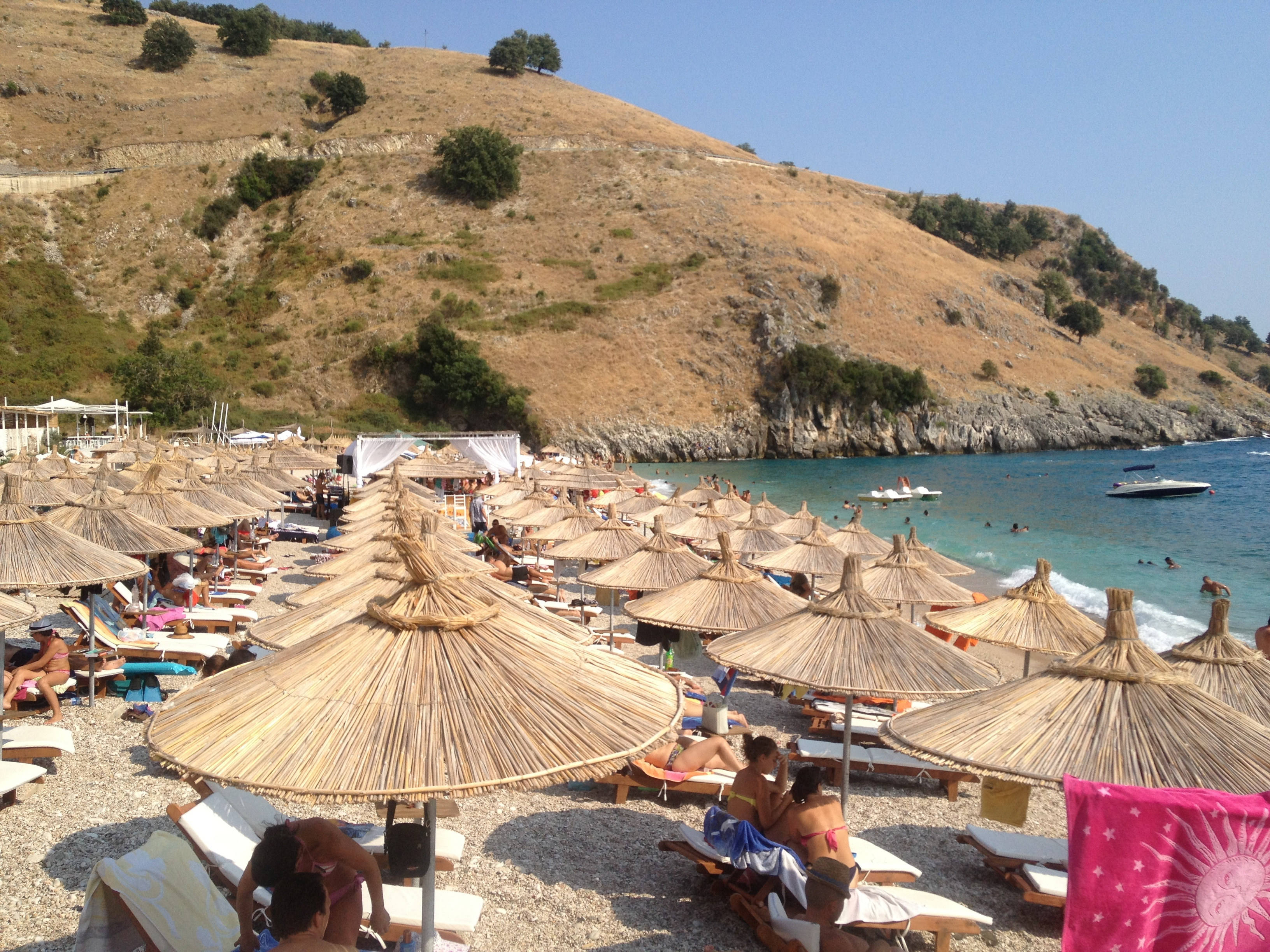
La Riviera es también conocida como un destino de vida nocturna

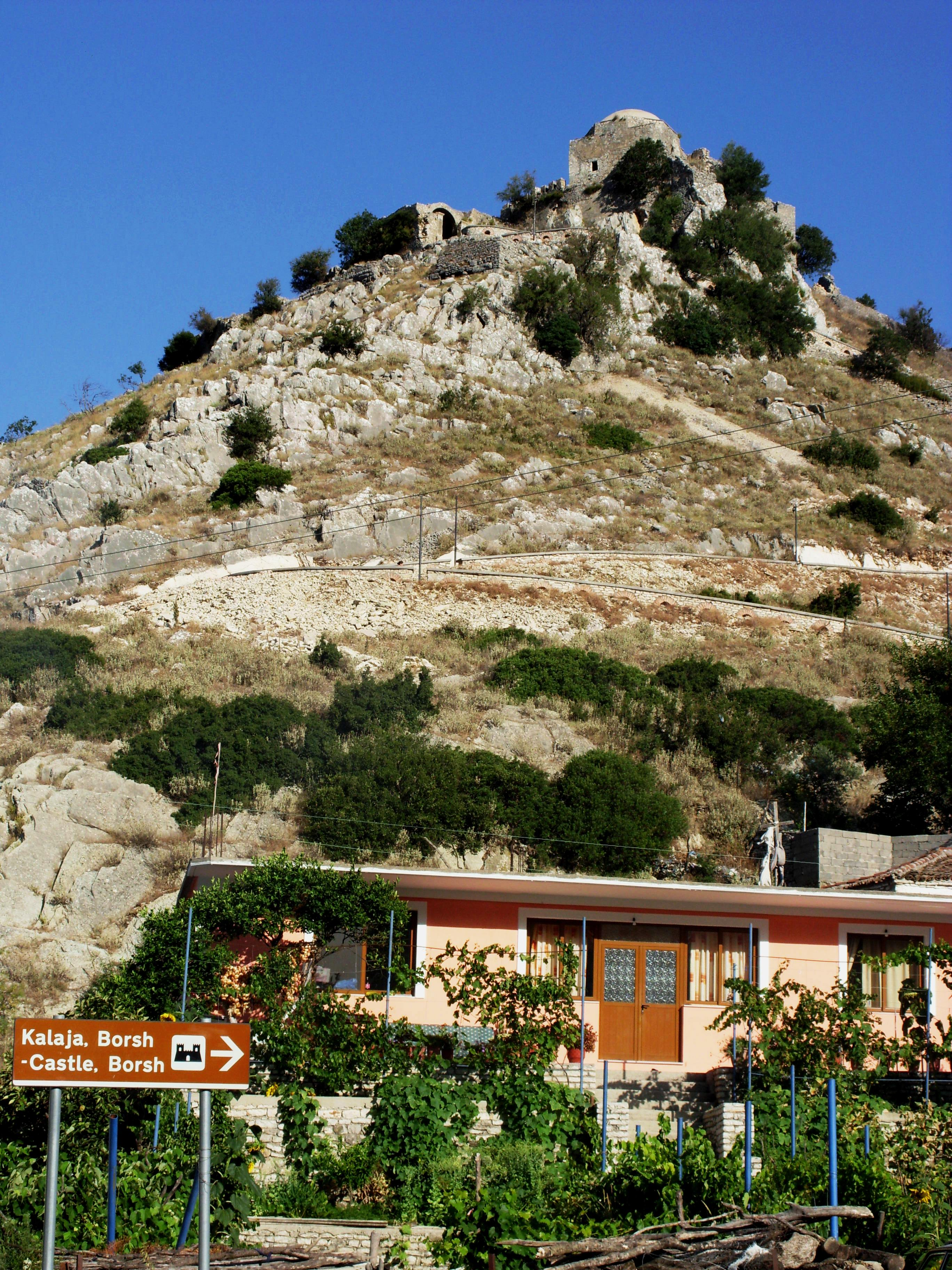
Castillo de Borshi

El alojamiento en la Riviera se compone principalmente de casas de huéspedes, Bed & Breakfasts y complejos de cabinas de madera. Hay muchas áreas de acampada, clubes de playa, y algunos resorts, mientras que el resto de la costa se conserva mayormente virgen. Algunos propietarios de estas instalaciones organizan tours a lo largo de la costa y las zonas próximas como parte de sus paquetes de alojamiento. Incluyen visitas a lugares de interés cultural, y actividades de vela, parapente, senderismo, kayak y buceo. Los bares de moda de la zona de ocio de Tirana, Blloku se durante los meses de verano se trasladan a lo largo de la Riviera albanesa.
A continuación se presentan algunos hitos históricos y naturales:
- Castillo de Ali Pasha
- Castillo de Borshi
- Castillo de Kaninë
- Castillo de Lëkurësi
- Castillo de Porto Palermo
- Castillo de Gjon Boçari
- Montañas Ceraunian
- Islas Ksamil
- Cañón Gjipe
- Bahía de Kakome
- Parque nacional de Llogara
- Parque nacional de Butrinto
- Parque marino nacional Karaburun-Sazan que abarca parte de las aguas que rodean la península de Karaburun y la isla Sazan cerca de la bahía de Vlora. En 2014, se estableció el ferry Regina Blue con viajes por el parque marino y paradas en playas solitarias.

## Puertos y marinas
- Orikum Marina
- Puerto de Himara
- Puerto de Vlorë
- Puerto de Sarande

### Nuevos artículos
- Kugel, Seth (29 de junio de 2011). «On the Albanian Riviera, a Frugal Paradise». The New York Times. Consultado el 1 de julio de 2011.
- Eason, Nick (22 de mayo de 2008). «The beaches that time forgot». The Guardian. Consultado el 26 de mayo de 2012.
- De Hoon, Wieland (14 de enero de 2012). «Ongerepte mediterrane idylle: Op de fiets langs de Albanese Rivièra». De Standaard. Consultado el 16 de enero de 2012. (en neerlandés)
- Skjærli, Brynjar (5 de marzo de 2012). «Albania: Vakkert, uoppdaget og billig». VG (en noruego). Consultado el 27 de abril de 2012.
- For other articles, see References section above.

- Datos: Q1786972
- Multimedia: Albanian Riviera / Q1786972